# 6444 Ryuzin
6444 Ryuzin eller 1989 WW är en asteroid i huvudbältet som upptäcktes den 20 november 1989 av de båda japanska astronomerna Takeshi Urata och Kenzo Suzuki i Toyota. Den är uppkallad efter Ryuzin i den japanska staden Toyota.